# Agreste du Sergipe

Étendue de la région de l'Agreste du Sergipe.

La région de l'Agreste du Sergipe est l'une des 3 mésorégions de l'État brésilien du Sergipe. Elle regroupe 18 municipalités groupées en 4 microrégions.

## Données
La région compte 445 693 habitants pour 5 926 km2.

## Microrégions
La mésorégion de l'Agreste du Sergipe est subdivisée en 4 microrégions:
- Agreste d'Itabaiana
- Agreste de Lagarto
- Nossa Senhora das Dores
- Tobias Barreto